# Alfonso Rus
Alfonso Rus Terol, né à Xàtiva le 13 octobre 1950, est un entrepreneur et homme politique valencien, maire de Xàtiva entre 1995 et 2015, président de la députation provinciale de Valence, de la mancommunauté La Costera-Canal, du consortium des comarques centrales de la Communauté valencienne, de la section provinciale du Parti populaire espagnol ainsi que de l’Olímpic de Xàtiva.
Le 2 mai 2015, il est exclu du Parti populaire par le président de la Généralité valencienne et du PP valencien Alberto Fabra à la suite de la diffusion d'un enregistrement le mettant supposément en cause dans une affaire de corruption.

### Sources et bibliographie
- (es) José Antonio Piqueras et Javier Paniagua, Diccionario biográfico de políticos valencianos 1810-2005, Valence, Institució Alfons el Magnànim/Fundación Instituto de Historia Social, 2006, 586 p. (ISBN 978-84-95484-80-2, BNF 41125779, lire en ligne), p. 495